# Маккензі Лінтц
Маккензі Лінтц (англ. Mackenzie Lintz; нар. 22 листопада 1996, Волнат-Крік, Каліфорнія, США) — американська акторка. Вона відома за роль Норрі Калверт-Гілл у телевізійній драмі CBS «Під куполом».

## Біографія
Вона походить з акторської родини, включаючи свою матір, Келлі Лінц, та трьох молодших братів і сестер, Медісон Лінтц, Меттью Лінтца та Максена Лінтца. Вона навчалася у середній школі Саут-Форсайт протягом першого курсу, перш ніж перевестися до Християнської академії Ковенант, обидві в Каммінзі, штат Джорджія.

## Кар'єра
Лінтц вперше прослуховувалася на роль Метті Росс у рімейку фільму братів Коен «Справжня мужність». Вона також зіграла епізод серіалу «До смерті красива» каналу Lifetime. Наприкінці 2011 року вона отримала другорядну роль у «Голодних іграх», де зіграла дівчину-триб'ют з Дистрикту 8.
У травні 2013 року вона пройшла прослуховування на роль Норрі Калверт-Гілл в іншому фільмі, за яким знято книгу, «Під куполом», і згодом була запрошена на цю роль протягом усіх трьох сезонів серіалу.
У лютому 2014 року її було номіновано на премію «Найкраща акторська роль молодого актора в телесеріалі» на 40-й церемонії вручення премії «Сатурн».

## Особисте життя
Маккензі, яка все життя була вболівальницею Оберна, вступила у 2014 році на перший курс до Обернського університету в Оберні, штат Алабама. Через рік вона покинула Оберн і вступила у 2017 році до Університету Північної Джорджії. Після закінчення навчання Лінц здобула ступінь доктора права, навчаючись у юридичній школі Чарльстона.
20 липня 2022 року Лінтц оголосила, що вийшла заміж за свого партнера Ворда Коулмана.

## Фільмографія
| Рік       |   | Українська назва   | Оригінальна назва | Роль               |
| --------- | - | ------------------ | ----------------- | ------------------ |
| 2011      | с | До смерті красива  | Drop Dead Diva    | Памела Бовітц      |
| 2012      | ф | Голодні ігри       | The Hunger Games  | Жіночий округ 8    |
| 2013—2015 | с | Під куполом        | Under the Dome    | Норрі Калверт-Гілл |
| 2018      | ф | З любов'ю, Саймон  | Love, Simon       | Тейлор Меттерніч   |
| 2019      | ф | Літаючі автомобілі | Flying Cars       | Рейчел             |